# Ignaz Glaser
Ignaz Glaser (* 5. Mai 1853  in Böhmen; † 11. August 1916) war ein böhmischer Unternehmer und Gründer einer der größten Tafelglas-Fabriken in der österreichisch-ungarischen Monarchie.

## Leben

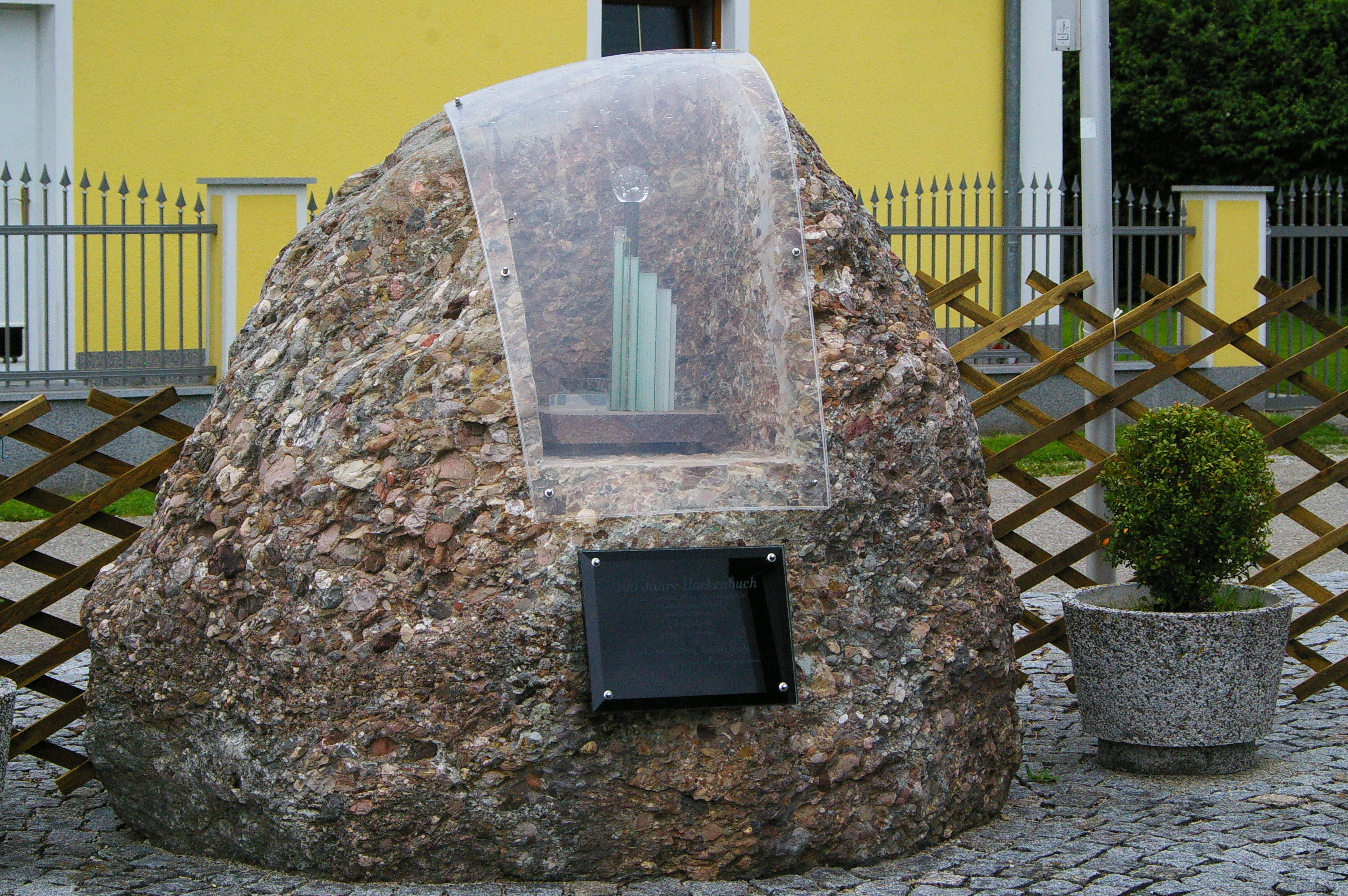
Gedenkstein der Gemeinde Moosdorf: 100 Jahre Emmyhütte und Arbeitersiedlung Hackenbuch

Ignaz Glaser erwarb im Jahr 1881 in Bürmoos nördlich von Salzburg aus der Konkursmasse einer früheren, vier Jahre zuvor geschlossenen Glashütte die Betriebsgebäude und ein weitläufiges Moorgebiet. Er nahm die Produktion wieder auf und erweiterte die Fabrik sukzessive auf vier mit Torf beheizte Glasöfen. Glaser gründete daneben eine geschäftlich erfolgreiche Ziegelei, die bis in die 1970er Jahre existierte. Nach und nach kaufte er weitere Moorflächen im angrenzenden Weidmoos und im Ibmer Moor an, wo er auch erfolgreich Hopfen anbaute. Im Jahr 1901 eröffnete der Unternehmer in dem im Ibmer Moor gelegenen Ort Hackenbuch (Gemeinde Moosdorf) mit der „Emmyhütte“ eine weitere Glasfabrik.
Als sich die Torfvorräte dem Ende zuneigten und sich auch der Betrieb mit Torf wegen der starken Abhängigkeit vom Wetter immer wieder als sehr unsicher herausstellte, kaufte Ignaz Glaser 1913 im nordböhmischen Brüx eine aufgelassene Zuckerfabrik und führte sie als Glasfabrik weiter. Hier wurden – um von Witterungseinflüssen unabhängig zu sein – die Öfen mit der dort im Tagebau gewonnenen Kohle beheizt. Ab 1891 setzte er sich für den Bau einer Synagoge in Salzburg ein.
Nach dem Tode Ignaz Glasers 1916 übernahm sein am 18. August 1889 in Bürmoos geborener Sohn Hermann Glaser die Glasfabrik, die nach dem Ersten Weltkrieg nochmals eine kurze Blüte erlebte. Man versäumte aber den Umstieg auf maschinelle Flachglaserzeugung, und im Jahr 1926 brach das Firmenimperium der Familie Glaser zusammen. In Bürmoos wurde noch bis Ende 1929 Flachglas von der Firma Stiassny erzeugt, die den Besitz gekauft hatte. Dann wurde auch hier die Glaserzeugung endgültig eingestellt. 80 % der Bürmooser Bevölkerung waren arbeitslos.
Das Grab von Ignaz Glaser befindet sich am Jüdischen Friedhof Salzburg im Stadtteil Aigen. Sein Sohn Hermann Glaser überlebte den Holocaust in Shanghai und starb am 10. Januar 1956 in Wien.

## Rezeption
Ignaz Glaser gilt als einer der Gründerväter der jungen Gemeinde Bürmoos. In Erinnerung daran wurde nach ihm ein großer Teil der Hauptstraße des Ortes benannt. Literarisch verarbeitet wurde das Schaffen Glasers und seine Bedeutung für Bürmoos vom Salzburger Schriftsteller Georg Rendl in seinem Werk Die Glasbläser von 1937, dem zweiten Teil einer Romantrilogie.
Nach Glaser benannt war auch das „Ignaz-Glaser-Symposion“, ein zweijährlich veranstaltetes Forum zum Thema Integration, die in den 2000er-Jahren vom Salzburger Bildungswerk in Bürmoos durchgeführt wurde. Leiter der Veranstaltungsreihe war der Historiker und Politikwissenschaftler Andreas Maislinger. Im Zentrum des ersten Symposions stand ein Erfahrungsaustausch zum Thema Integration und Zuwanderung mit Vertretern aus den Gemeinden Braunau am Inn, Freilassing, Hallein, Mauthausen, Telfs, Traunreut und Waldkraiburg. Referenten zu den Themen der bis 2010 stattgefundenen Symposien (2006: „Unterschiedliche Herkunft – Gemeinsame Zukunft“, 2008: „Sprache(n) und Integration“ und 2010: „Mut tut gut – Zivilcourage auf allen Ebenen!“) waren unter anderem Marko Feingold, Ludwig Laher, Gerhard Skiba und Anja Hagenauer.